# Királyok völgye 14

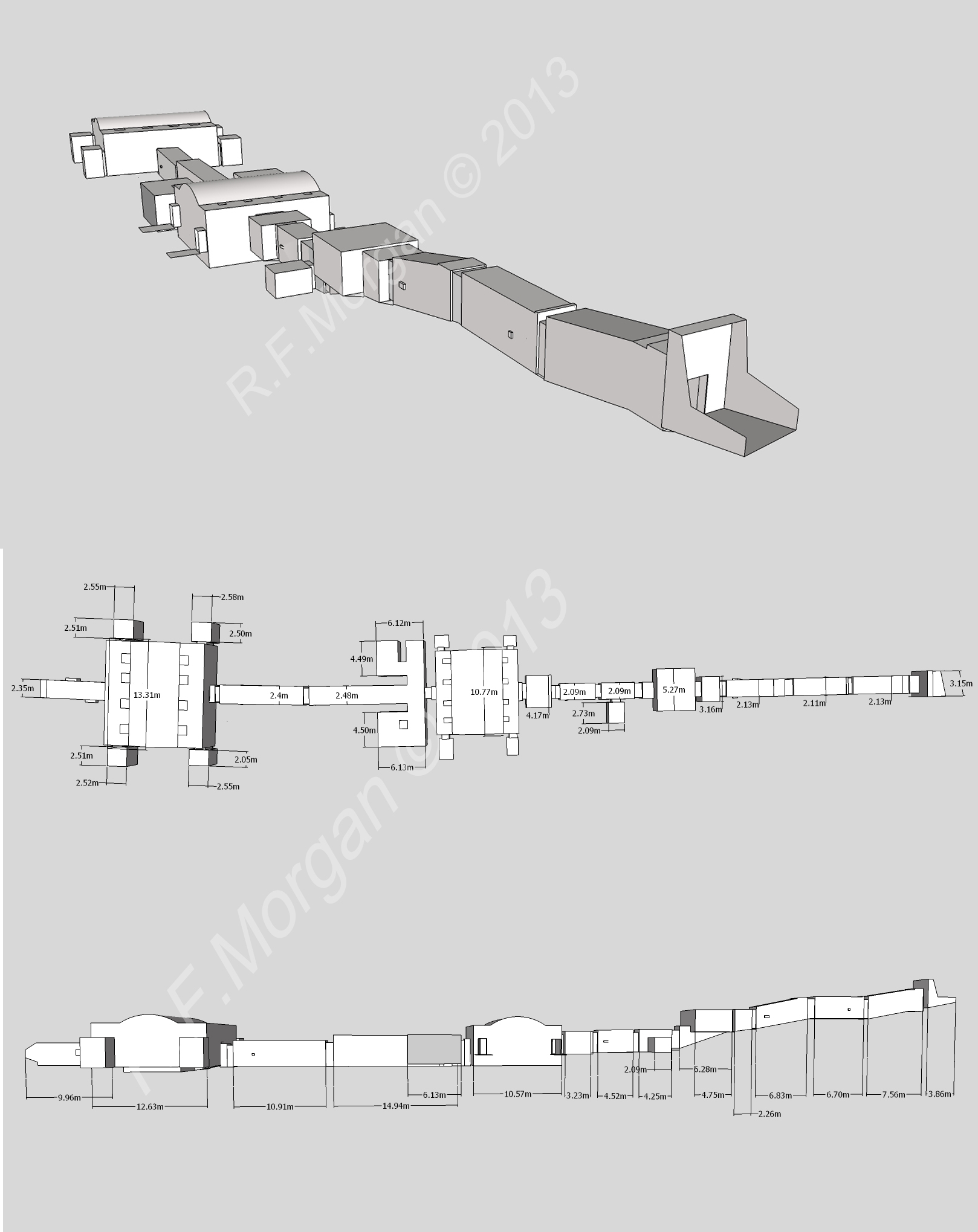
A sír izometrikus képe, alaprajza és oldalnézeti metszete egy 3D-modell alapján

A Királyok völgye 14 (KV14) egy egyiptomi sír a Királyok völgye keleti völgyében, a fő vádi délnyugati ágában. A XIX. dinasztia végén élt fáraónő, Tauszert számára készült; később a XX. dinasztia első uralkodója, Széthnaht kisajátította. A sír az ókor óta nyitva áll. Feltérképezte Richard Pococke 1737-38-ban és James Burton 1825-ben; leírta a napóleoni expedíció 1799-ben, a francia-toszkán expedíció 1828-29-ben és Karl Richard Lepsius 1844-45-ben, ásatásokat végzett a Service des Antiquités 1893-95-ben, de csak 1983–1987 közt tárták fel alaposan, Hartwig Altenmüller vezetésével.

## Leírása
A sír több fázisban épült, ami tükrözi Tauszert státusbeli emelkedését: akkor kezdték meg, amikor még II. Széthi királynéja volt, majd folytatódott, amikor régens lett a fiatalkorú Sziptah mellett, végül amikor uralkodóként trónra lépett. Széthnaht is bővítette a sírt, mikor uszurpálta Tauszerttől. Ennek köszönhetően a sír az egyik legnagyobb lett a völgyben, hossza több mint 112 méter. A sír a korban megszokott módon egyenes tengelyű, és egyedülálló módon két sírkamrával rendelkezik.
A bejáratot a meredek sziklafalba vájták. Rövid, nyitott bejárati folyosó után három, különböző mértékben enyhén lejtő folyosó következik, majd egy kamra, melynek aljába szokatlan módon (de hasonlóan a KV15 sírhoz) nem vájták ki a szokásos aknát. Ezt egy nagyobb kamra követi, melynek közepén lefelé tart a folyosó, de két oldalán nem vésték ki az itt szokásos oszlopokat. Ezután két folyosó következik – ezek közül az elsőből balra kis oldalkamra nyílik, melyet a sírépítés egy korai fázisában talán sírkamrának szántak –, majd egy kisebb kamrát követően az első sírkamraként szolgáló nagy, nyolcoszlopos, boltíves mennyezetű kamra, melynek közepén a padló süllyesztett. Az oszlopok két sorban, a sír tengelyére merőlegesen helyezkednek el. A sírkamra négy sarkában négy kis befejezetlen mellékkamra nyílik.
Az első sírkamra után két, egymást követő folyosó vezet a második sírkamráig. Az első folyosóból kétoldalt két, egyoszlopos kamra nyílik, melyből a jobboldaliban az oszlop kivésése félbemaradt. Ebből a két kamrából akarták a második sírkamrát kialakítani. A következő folyosó végén nyílik a második sírkamra, amely nagyban hasonlít az elsőhöz – itt is megvan a nyolc oszlop, a boltíves mennyezet és középen a süllyesztett padló –, de a sírkamra nagyobb, és a négy oldalkamrát is teljesen kivésték. A sírkamra hátulsó részéből újabb, befejezetlen folyosó indul, melynek két oldalán kapuk kivájását kezdték meg, de félbehagyták.
A sír díszítése is nagyban tükrözi az első tulajdonos rangjának változását, majd a tulajdonosváltást. Az első folyosók mélydomborművein Tauszertet még királynéként ábrázolták, Sziptah társaságában; a folyosó egy teljes könyökkel keskenyebb, mint a királysírok standard mérete, és az első sírkamra oszlopai is vékonyabbak. Számos férfi istenre nőnemű jelzőkkel utalnak, talán hogy mutassák eggyéválásukat a királynéval. A díszítés kerüli a királysírokra jellemző jeleneteket – az első három folyosón, az ezt követő nagyobb kamrában, valamint az első mellékkamrában a Halottak Könyve jelenetei láthatóak, emellett az elhunyt és istenek – bár az első sírkamrában már megjelennek a ramesszida uralkodói sírokra jellemző Barlangok könyve és A Föld könyve, valamint a Kapuk könyve jelenetei. A sírkamra mennyezetét csillagok díszítik. A negyedik és ötödik folyosón a szájmegnyitás szertartásának ábrázolása látható.
A két kamra, amelyből a második sírkamrát alakították volna ki, már királysír méreteit mutatja, oszlopai vastagabbak, és valószínűleg díszítése is királysírra jellemző lett volna. Ezt szánhatták Tauszert mint fáraónő sírjának, de befejezetlen maradt. A sírnak ezt a részét már Széthnaht fejezte be és az ezt követő részeit már ő alakíttatta ki, díszítése tisztán királysír jellegű. A két folyosó díszítése az Amduat könyvéből van. A második befejezett sírkamra és oldalkamrái díszítetlenek; csak a sírkamra első falán láthatóak a dekorációhoz felrajzolt vázlatok a Kapuk könyvéből, valamint az oszlopokon, ahol a KV15 sírhoz hasonlóan két oszlopfelület ad ki egy jelenetet. A kamra közepén található mélyedésben Széthnaht törött szarkofágja feküdt, amely nagyban hasonlít Sziptahéra. Alsó részét egy korábbi uralkodótól, talán II. Széthitől sajátította ki, akinek sírjában (KV15) csak szarkofágja fedelének a töredékeit találták meg. Széthnaht, mikor kisajátította a sírt, átalakíttatta Tauszert ábrázolásait a sajátjára. Ismeretlen időpontban a sír első folyosóin szereplő Sziptah nevét is átírták, II. Széthiére.
A sír látogatható. Az 1994-es áradás után cement védőfalat emeltek a bejárat elé. A sír díszítése némi vízkárt mutat és helyenként só ütött ki rajta, de nagyrészt stabil és jó állapotban van.

## A temetkezések

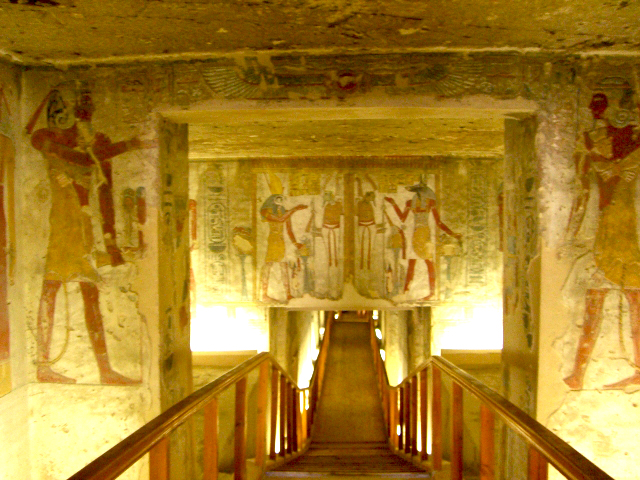

Tauszert mellett lehetséges, hogy eredetileg Széthit is ebbe a sírba temették, majd Széthnaht temette újra a sietve befejezett KV15-be, amikor a KV14 sírt kisajátította magának. Széthnaht eredetileg a Királyok völgye 11 sír építését kezdte meg, később döntött úgy, hogy Tauszertét sajátítja ki, a KV11-et pedig fia, III. Ramszesz fejezte be saját magának.
Széthnaht teste a KV35-ből került elő, ahová a XXI. dinasztiabeli I. Pinedzsem uralkodása alatt költöztettek át több múmiát. Ide került II. Széthi, Sziptah és feltételezések szerint Tauszert teste is. A múmiákat Victor Loret találta meg 1898-ban. Antropoid koporsója, melyben megtalálták, valószínűleg eredetileg is az ő számára készült.
A KV14 sírban megtalálták egy test maradványait, de ez valószínűleg későbbi, harmadik átmeneti kori intruzív temetkezés.

## Galéria

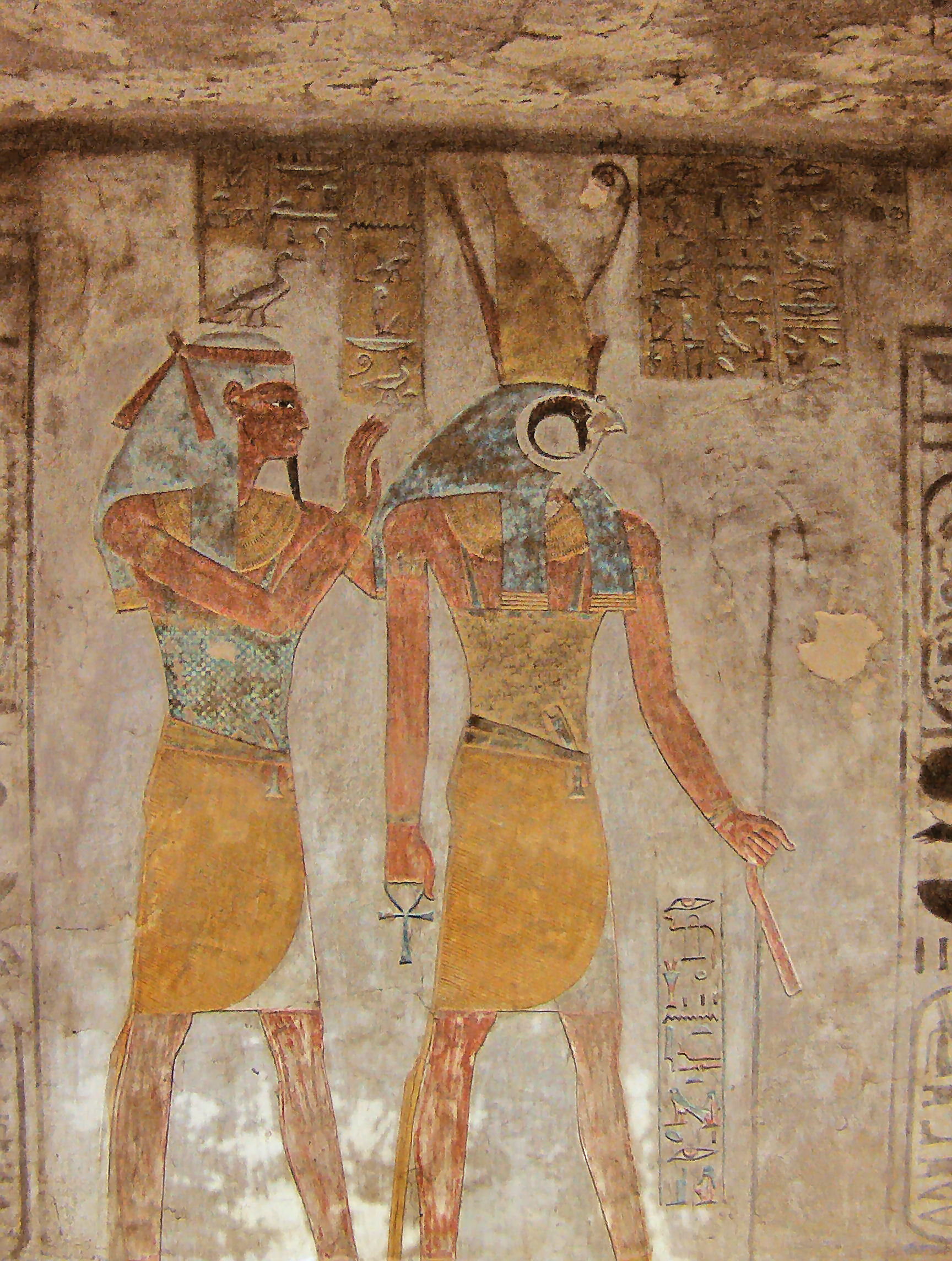
Hórusz és Geb
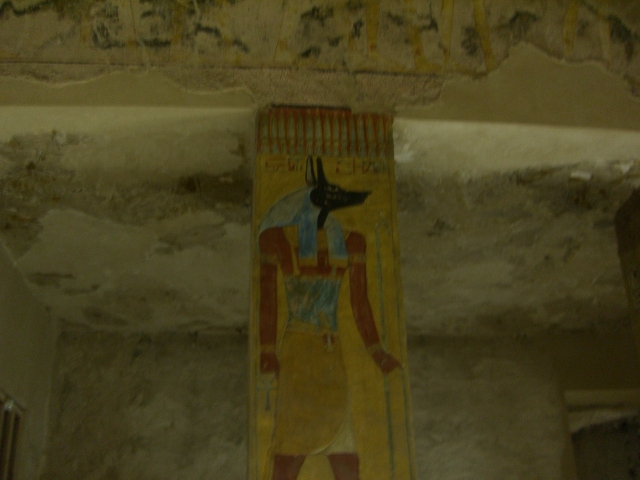
Anubisz
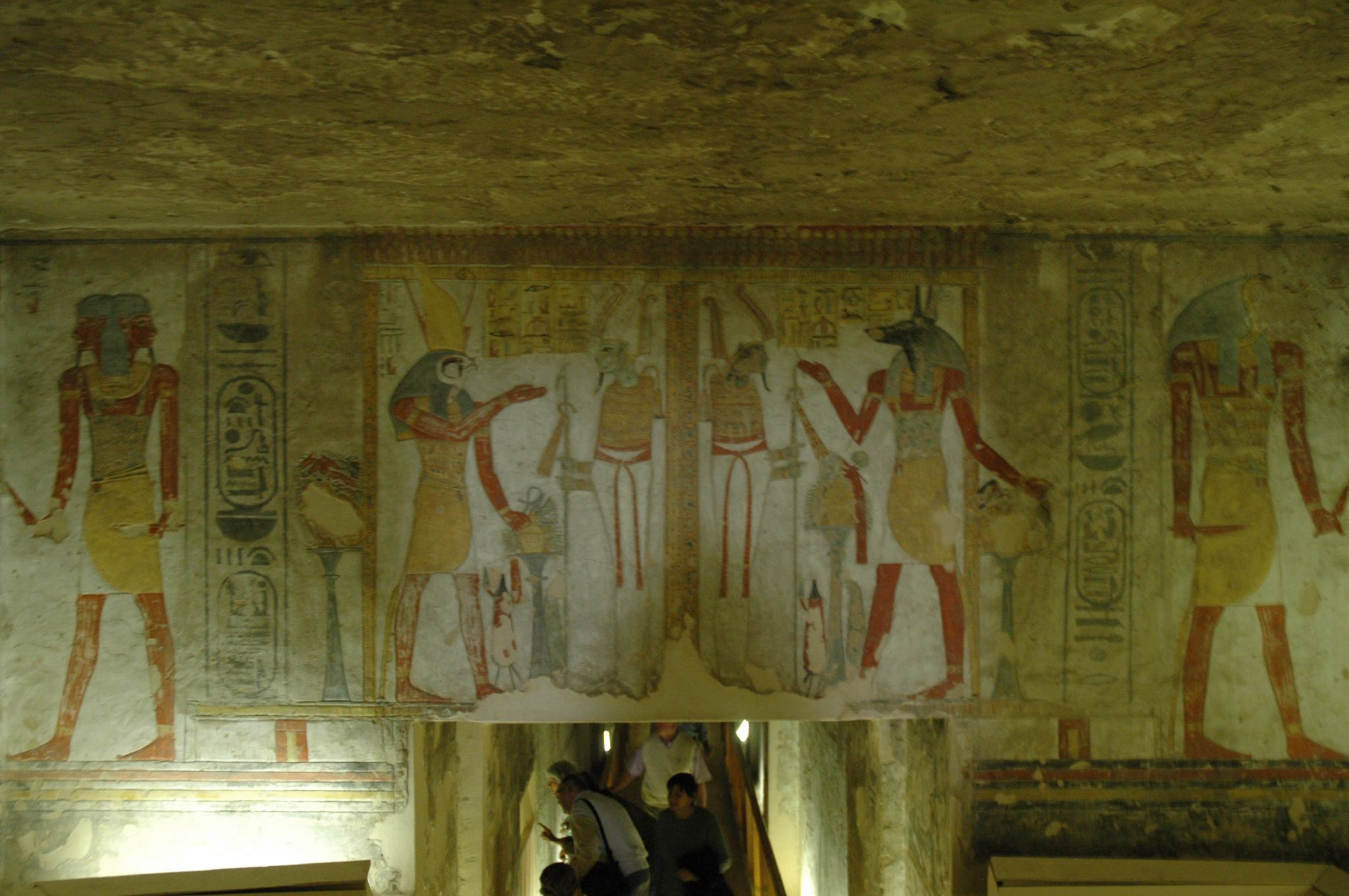
Hórusz és Anubisz Ozirisz előtt
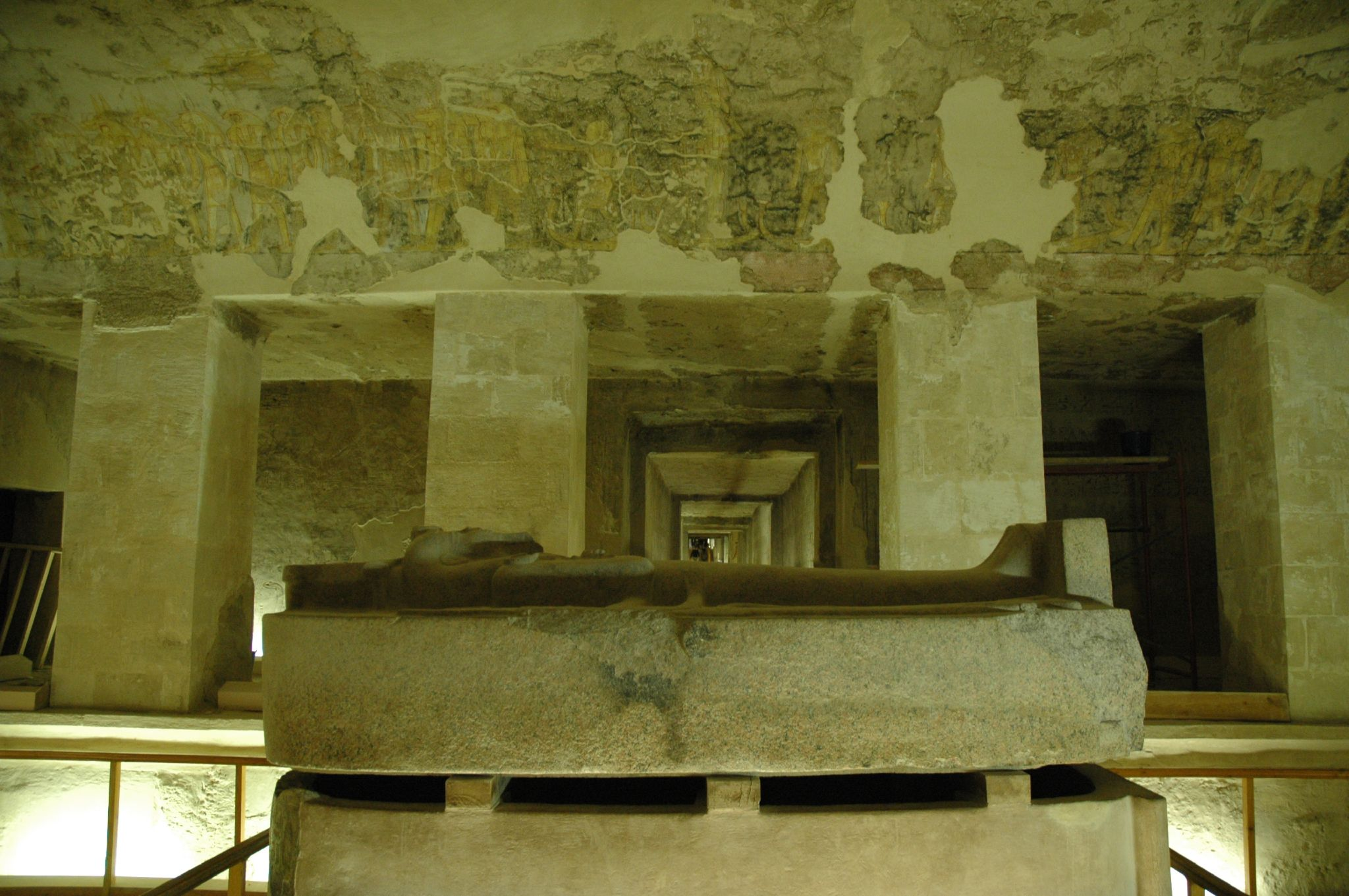
Széthnaht szarkofágja
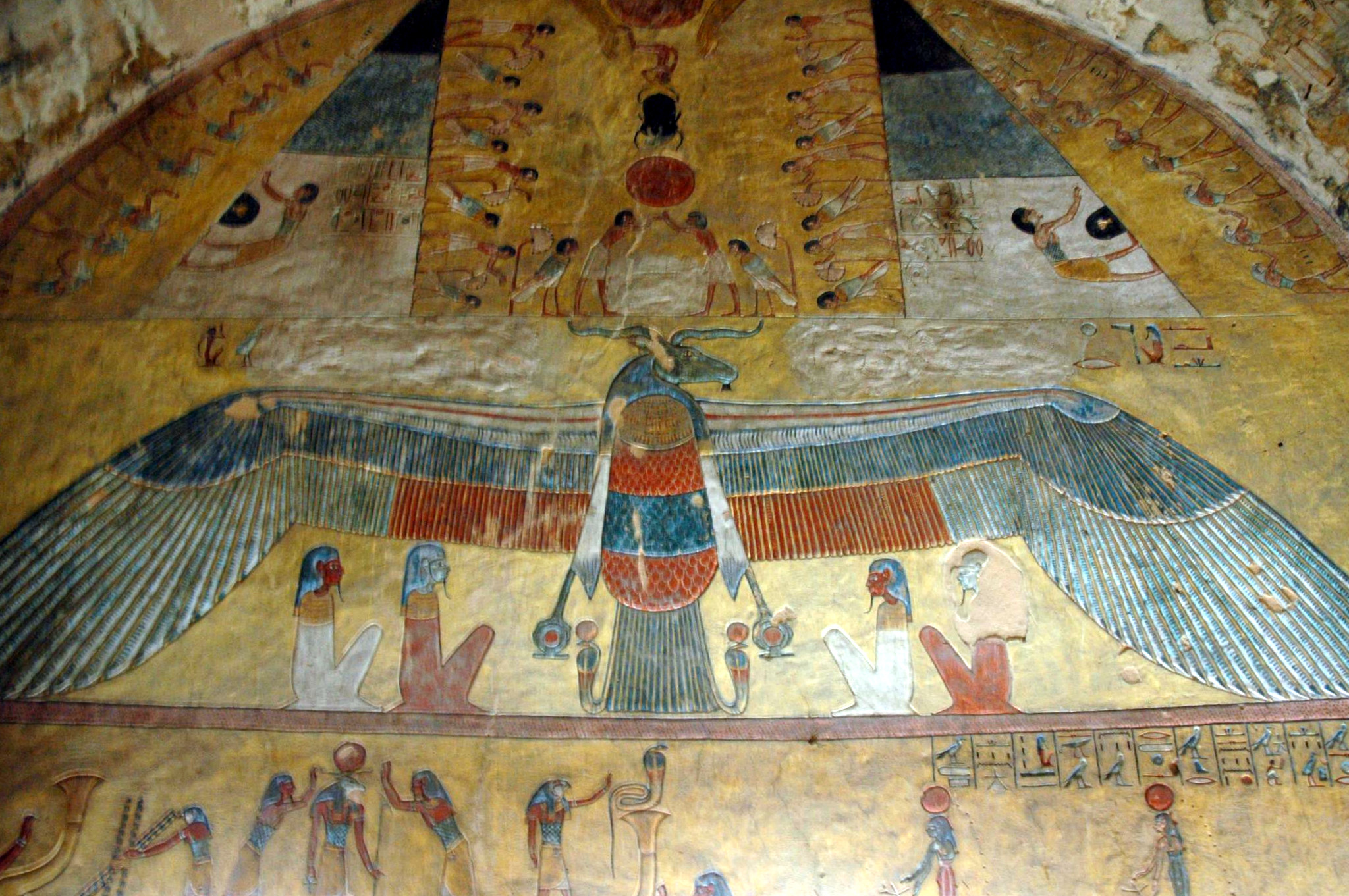
Kosfejű szkarabeusz a Barlangok könyvéből

## Külső hivatkozások
- Theban Mapping Project: KV14